# هومر مارتينيز
هومر مارتينيز (بالإسبانية: Homer Martínez) هو لاعب كرة قدم كولومبي في مركز الوسط، ولد في 6 أكتوبر 1997 في Malambo, Atlántico ‏ في كولومبيا. لعب مع أتلتيكو جونيور.

## وصلات خارجية
- هومر مارتينيز على موقع قاعدة بيانات كرة القدم.إي يو (الإنجليزية)
- هومر مارتينيز على موقع ناشيونال فوتبول تيمز (الإنجليزية)
- هومر مارتينيز على موقع Soccerway.com (الإنجليزية)
- هومر مارتينيز على موقع AS.com (الإسبانية)